# Перша вулиця
Пе́рша ву́лиця, або ву́лиця Ічіджьо́ (яп. 【一条通】　いちじょうどおり, Ichijō-dōri) — вулиця в японському місті Кіото. Розташовується у районі Верхньої Столиці (Каміґьо). Пролягає з заходу на схід, від місцевості Уно в районі Укьо до вулиці Карасума. Відповідає найпівчнішій Першій великій вулиці (一条大路) давньояпонської столиці Хейан. У середньовіччі перехрестя вулиці Муромачі й Першої вулиці було місцем державних і громадських оголошень.